# Radio Televizioni Shqiptar
Radio Televizioni Shqiptar (RTSH) (svenska: Albaniens radio och television) är Albaniens public service TV-bolag, grundat i Tirana år 1938. 
RTSH sköter två analoga TV-kanaler under namnet Televizioni Shqiptar (TVSH och TVSH 2), fem digitala TV-kanaler (RTSH HD, RTSH Sport, RTSH Muzikë, RTSH Art och RTSH Sat) och tre radiokanaler (Radio Tirana 1, 2 och 3). Den internationella TV-tjänsten via satellit lanserades år 1993 och riktade in sig på albanska grupper i Kosovo, Serbien, Makedonien, Montenegro och norra Grekland, plus den albanska diasporan i övriga Europa. Sedan år 1999 är RTSH medlem i Europeiska radio- och TV-unionen (EBU).
RTSH:s sändning av television inleddes den 29 april 1960. Idag består TV-utbudet främst av nyhetsprogram, talkshower med mera. Exempel på program som sänds i TVSH är Jo Vetëm Kafe (TV-morgonprogram) och talkshowen Zik-Zak. 
I och med att RTSH är med i den Europeiska radio- och TV-unionen står kanalen som ansvarig för Albaniens medverkan i Eurovision Song Contest. Den årliga albanska uttagningen till tävlingen, Festivali i Këngës, sänds därmed i TVSH varje år. Inledningsvis sändes även Kënga Magjike på RTSH.